# Yuval Avital
Yuval Avital (Gerusalemme, 6 settembre 1977) è un artista, musicista, compositore e chitarrista israeliano.
Artista multidisciplinare noto per la prerogativa al coinvolgimento di musicisti di tradizione in opere contemporanee, composizioni per vaste formazioni strumentali, l'utilizzo della multimedialità, nuove tecnologie e collaborazioni con scienziati.
È conosciuto per le sue installazioni sonore e visive, performance collettive che coinvolgono masse sonore nella creazione di rituali contemporanei, opere icono-sonore, quadri multimediali complessi e per lo sviluppo di progetti tecnologici realizzati anche con l’apporto di intelligenza artificiale in spazi pubblici, siti di archeologia industriale, teatri e musei, sfidando le tradizionali categorie che separano le arti.
Nelle sue opere totali e performance, nei suoi concerti e progetti immersivi si possono trovare, uno accanto all’altro, portatori di tradizioni rare e antiche, grandi solisti di musica contemporanea, folle di non musicisti, ballerini, strumenti tecnologici elaborati o appositamente creati, multiproiezioni video, stampe fotografiche, disegni e pittura.

## Biografia
Nato a Gerusalemme nel 1977, vive a Milano. Ha studiato Classical Guitar presso Jerusalem Academy of Music and Dance.
Le sue opere, presenti in collezioni museali e private, sono state esposte in 23 mostre personali e 12 collettive in prestigiosi musei, fondazioni ed eventi artistici, tra cui la Biennale MANIFESTA, la Biennale di Gwangju in Corea, la Biennale Ostrale a Dresda, le Terme di Caracalla a Roma, il LOOP Festival a Barcellona, il Palais de Tokyo, il MACRO - Museo d'Arte Contemporanea di Roma, la Fondazione La Fabbrica del Cioccolato in Svizzera, il Museo Marino Marini a Firenze, il Museo Nazionale della Scienza e Tecnologia "Leonardo da Vinci" a Milano, il Teatro Regio di Parma, i Chiostri di San Pietro a Reggio Emilia e la Fondazione Biscozzi | Rimbaud a Lecce.
Tra i suoi lavori: le opere icono-sonore Kolot (2008), Samaritani (2010) e Leilit (2011); composizioni per ensemble indigeni in Kazakistan e nelle Filippine, eventi sonori di massa come GARON, realizzato come concerto di chiusura dell'installazione Dirty Corner di Anish Kapoor a Milano (2012); composizioni per musica da camera e per musicisti solisti, installazioni audio e video, allestimenti musicali per la Notte Bianca di Roma (2007). Avital ha lavorato con il compositore e maestro di Oud palestinese Wisam Gibran. Come chitarrista si è esibito al Toronto Performing Arts Center, al Royal Palace di Copenaghen, al National Conservatory of China Auditorium e al Miami Art Basel. È l'ideatore e fondatore di Trialogo Festival e dell'associazione Magà Global Arts Around the World. L'attività concertistica di Avital lo ha portato ad esibirsi inoltre presso il Centre Pompidou (Parigi), Palazzo Reale e il Teatro Nuovo (Milano), Quinta da Regaleira Palace a Sintra (Portogallo) e a realizzare progetti musicali in Kazakistan, Filippine e Romania.
Nel 2011 l'emittente televisiva SKY Classica ha prodotto un documentario sulla sua seconda opera Samaritani.
HUMAN SIGNS è un'opera d'arte globale partecipativa di danza e voce online, concepita durante il periodo del COVID-19, con la partecipazione di oltre 218 artisti provenienti da più di 50 paesi.

## Arte
- ANGEL (St. Anotine Church, Istanbul - 17.12.19 - 30.01.20) Mostra collettiva sul tema dell’iconografia dell’angelo, presente con la scultura sonora Singing Angel N.1, venti dipinti e due stampe fotografiche;
- NEPHILìM ( Museo Marino Marini, Firenze - 05.10.19 - 31.12.19) 60 maschere sonore nella cripta del museo reinterpretano il mito bibblico, realizzate in dialogo con 24 artigiani delle più illustri botteghe della Toscana. Sculture sonore in alabastro, bronzo, tessuto, argento, ceramica, legno antico e molti altri materiali;
- MEDITERRANEAN ALTAR N.1 ( Centre des Arts, Ginevra - 20.09.19 - 9.10.19) Scultura sonora composta da spighe sonore, paglia, luci e altoparlanti, ventilatori, presentata nell’ambito della mostra collettiva ART AS SOCIAL IMPACT, in dialogo con l’opera The Rattles Garden;
- THE RATTLES GARDEN: sonic grains of Mediterranean (Mulino San Floro, Calabria, 2019) Scultura sonora partecipativa permanente a San Floro, Calabria, composta da sculture in ferro battuto dalle quali propendono campane e sonagli provenienti da ogni dove del Mediterraneo riuniti attraverso una call internazionale, in collaborazione con Fondazione Pistoletto - Cittadellarte;
- GRADES OF FOREIGNNESS ( OSTRALE Biennale, Dresda, 03.07.19 - 01.09.19) Performance di apertura della Biennale e presentazione di due grandi installazioni Lands v.2 e Foreign Boides N.1 & N.2;
- ICON-SONIC POSTCARDS N.2 - POSTCARDS FROM ROME (Macro Museo d'Arte Contemporanea a Roma- Dicembre 2018 - Dicembre 2019) Un progetto su larga scala che durerà un anno al MACRO ASILO, che indaga il territorio romano attraverso la voce dei suoi abitanti; con performance, azioni d’arte, materiale visivo, flash mobs, che convergeranno in un'immersiva installazione icono-sonora;
- VARIAZIONI SUL TREMORE ARMONICO ( Museo Nazionale Scienza Tecnologia Leonardo da Vinci, Milano 2017) Mostra monografica composta da 427 stampe fotografiche, 8 installazioni multimediali e una nuova scultura sonora: Cuore dell’Etna;
- ICON-SONIC POSTCARDS N.1 - POSTCARDS FROM REGGIO EMILIA (Chiesa di San Carlo,  Festival Aperto, Reggio Emilia 2017) Trittico video, 15 altoparlanti e light boxes;
- OPEN FENCE (East End Studios, Milano 2017), la più grande scultura sonora mai realizzata in Italia: 12 tonnellate di peso, 64 metri di lunghezza e 4 di altezza, composta da 1km di ferro e 900 metri di cavi di acciaio inossidabile, oltre che da 320 campane tubolari suonabili da 80 persone in parallelo;
- THREE GRADES OF FOREIGNNESS ( Fondazione Fabbrica del Cioccolato (archiviato dall'url originale il 26 marzo 2022), Svizzera, 2017), mostra monografica sul difficile rapporto tra Uomo e Natura, composta da tre installazioni sonore e visive estese;
- IZAAC & DEBORAH installazione video/sonora alla  Triennale di Milano (2016);
- ALMA MATER (http://www.fabbricadelvapore.org/wps/portal/luogo/fabbricavapore[collegamento interrotto], Milano 2015) realizzata sotto il patrocinio di Expo 2015 e in collaborazione con Michelangelo Pistoletto. Si tratta della più grande installazione sonora nella storia d’Italia (1200 metri quadrati), che ha coinvolto grandi étoiles della Scala accanto a merlettaie della tradizione canturina e ha fatto uso massiccio di apparecchiature tecnologiche realizzate appositamente, tra cui le sculture luminose fluttuanti di Enzo Catellani, proiezioni video e una foresta di 140 altoparlanti in pietra e terracotta;
- RIVERS ( Cittadellarte-Fondazione Pistoletto 2015;  Museo Marino Marini, Firenze, 04 Maggio 2019;  GAM - Torino e Barriera di Milano, Torino, 29 - 30 Settembre 2020) performance di crowd music con rifugiati ed altoparlanti;
- SPACES UNFOLDED (Bergamo Scienza, 2012) installazione sonora creata in collaborazione con scienziati NASA e ESA;
- CORPO ( Fondazione Pomodoro, Milano, 2010) installazione interattiva di danza-video-suono per due ballerini.

## Composizioni

### Sinfonie
- OTOT Per orchestra da camera, 5 percussioni, 3 fisarmoniche, video & live electronics[6].

Premiere : apertura della stagione sinfonica del Teatro Sociale di Como, 23 gennaio 2013.

### Opere icono/sonore
- Kolot Opera: Opera icono - sonora per 12 cantanti tradizionali, un ensemble di solisti, video e electronica (2008).[7].

Premiere : evento di apertura del REC festival, Cavalerizza reale, Reggio Emilia; Teatro dal Verme, Milano; evento di apertura della XXVI edizione del Festival del Teatro di Parma, Spazio Grande Teatro 2, Parma. Direttori d'orchestra : Yuval Avital, Nory Jacoby.
- Samaritani Opera: Opera icono - sonora un ensemble di solisti, un coro di Samaritani, video e electronica (2010)[8].

Premiere : MiTo SettembreMusica Festival, Teatro Nuovo, Milano, Settembre 2010. Direttore d'orchestra : Massimo Mazza.
- LEILIT: Notturno Per un ensemble di 7 flauti e 7 fisarmoniche; Piano; Piano ad arco; solisti; 2 cantori Keis (sacerdoti comunità Beta - Israel) e Video. (2011)[9]. :Premiere : Romaeuropa festival, 26/10/2011, Teatro Palladium, Roma.
- Fuga Perpetua: Opera icono-sonora per ensemble, un "teatro mobile sonoro" e una folla vocale. Premiere: Teatro Comunale “L. Pavarotti” Modena, Italy 12 March 2016.

### Composizioni per ensemble indigeni
I progetti per ensemble indigeni che coinvolgono la musica contemporanea e le tradizioni antiche sono una parte molto importante del lavoro e della ricerca di Avital. Questi progetti cercano il dialogo tra culture che nell'immaginario comune appaiono distanti e la valorizzazione di tradizioni sconosciute.
- Slow Horizons: Per chitarra, ensemble tradizionale del Kazakhstan (12 musicisti), ballerini, un narratore e video (2006).

Premiere : Nauryz 21 festival, Almaty, Kazakhstan 2006. Video : Michal Rovner.
- After the darkness: Per cembali, coro maschile e un ensemble indigeno delle Filippine (2007).

Premiere : 2nd International Rondalla festival, Bogio, Filippine, 2007.
- Lefkara Moirai: Per un ensemble tradizionale, 2 cantanti, chitarra, 12 artigiani, video, narratore e live electronics.

Premiere : Lefkara Festival, Lefkara, Cipro 2009.

### Musica da Camera / Solista / Orchestra
Solista con orchestra
- Studi di speranza / Hope studies
- Concerto per viola & orchestra (2010-2012).

Musica da Camera
- Music for 7 N.1 - "Cicli" (cycles) per 7 flauti

In memoria di Jose Monserrat Maceda. (2009-2011). Premiere : RomaEuropa Festival, Teatro Palladium, Roma, ottobre 2011. Interpreti : The Running Seven Recorders Ensemble (Daniele Bragetti, Stefano Bragetti, Josè Manuel Fernandez Bravo, Mario Lacchini, Lorenzo Lio, Marco Rosa Salva, Seiko Tanaka).
- Music for 7 N.2 - "modus benedictus" per 7 violoncelli

In memoria di Nusrat fateh ali khan. (2010)
- Music for 7 N.3 - "Un porto griggio" per 7 corni

Dedicato a Bjork. (2009)
- Music for 7 N.4 - "Al mishkavi" per 7 percussioni in rame e 7 voci

Dedicato a Shlomo Avital (2008 - 2009).
- Music for 7 N.5 - "Sunset" per 7 violini

In memoria di Abel Ehrlich (2010).
- Music for 7 N.6 - "Horror vacui" per 7 fisarmoniche

Dedicato a Pauline Oliveros (2011). Premiere : RomaEuropa Festival, Teatro Palladium, Roma, Ottobre 2011. Interpreti : Sergio Scappini, Michele Bracciali, Nadio Marenco, Giancarlo Calabria, Augusto Comminesi, Paolo Vignani.
- Sette demoni della siccità per piano e percussioni (2010).

### Composizioni per solisti
- DIMDUM per flauto basso (2010)

Premiere : Frazione Saliana, Pianello del Lario, Como, 2011. Solista : Gianluigi Nuccini.
- Sogno, ombre e paesaggi piano sonata (2010-2011).

Premiere : RomaEuropa Festival, Teatro Palladium, Roma, Ottobre 2011. Interprete : Maria Grazia Bellocchio.

### Composizioni elettroacustiche
“Theatrum Mundi” di Daniel Libeskind e “Meditations on Theatrum Mundi” di Yuval Avital,  London Design Festival,  MSCTY EXPO, 12 - 20 Settembre 2020.

### Installazioni & live performance
- Reka per ensemble e nastri, Biella (2006).
- Cariatidi Sonore Premiere : produzione speciale per la Notte Bianca festival, Stazione Ostiense, Roma (2007).
- Masà per nastri, live electronics, chitarra, e vari strumenti elettro-acustici - in collaborazione con Riccardo Sinigaglia. Premiere : Sala Puccini, Milano (2008).
- Spaces Unfolded : installazione concertistica per 120 nastri, 8 casse e sistema di intelligenza artificiale - in collaborazione con Giovanni Cospito. Premiere : BergamoScienza festival, Bergamo, 5 ottobre 2012.
- Unfolding Space : concerto per chitarra electrica & classica, live electronics e traduzioni multimediali dello spazio cosmico. Premiere : BergamoScienza festival, Bergamo, 19 ottobre 2012.
- Alpha - Alpha - Uniform, per 8 casse e sistema di intelligenza artificiale - in collaborazione con Giovanni Cospito (2012).
- Kanaf per clarinetto basso, nastri e video. Video di Yuval Avital & Tarin Gartner, Clarinetto basso : Paolo de Gaspari (2013).
- ALMA MATER - in dialogo con “Il Terzo Paradiso” di Michelangelo Pistoletto: Installazione sonora composta da una foresta di 140 altoparlanti, étoile leggendarie della Scala e merlettaie. La prima edizione si è tenuta sotto il patrocinio di EXPO in città e del Comune di Milano, 8 luglio - 29 agosto, La Fabbrica del Vapore, Milano, Italia. Durata: illimitata.
- Reka, Massive Sonic Work n.4 per sei solisti vocali, due percussionisti e una folla di centinaia di voci.

Premiere: MiTo SettembreMusica Festival, Milano, 16 settembre 2014.
- Reka v. 2 "Reka Re", Massive Sonic Work n.4 per sei solisti vocali, due percussionisti e una folla di centinaia di voci e percussioni (2015)

Premiere: Festival Aperto, Teatro Valli, Reggio Emilia, 1 ottobre 2016. Solisti: Lama Samten Yeshe Rinpoche, Gunnlaug Thorvaldsdottir, Yussuf Joe Legwabe, Sofia Kaikov, Omar Bandinu, Enkhjargal Dandarvaanchig, Simone Beneventi, Lorenzo Colombo.

### Opera partecipatoria globale multimediale
HUMAN SIGNS - Opera partecipatoria globale multimediale di Voce e Gesto - con la partecipazione di oltre 180 artisti provenienti da oltre 46 Paesi, presentata online attraverso ensembles audiovisive su diverse piattaforme e con diversi formati, Marzo 2020 - Attuale. Inaugurazione alla Biennale Nomade  MANIFESTA 13, presentata all'interno della mostra  Real Utopias come “A Door to Human Signs” (2020, Marsiglia).

### Musica per Danza / Teatro
- Musiche le coreografie di Cave Canem di Avi Kaiser e Sergio Antonino, per chitarra, electronica e coro di ballerini (Germania, 2007).
- Musiche per lo spettacolo teatrale "Una Notte in Tunisia" di Vitaliano Trevisan. Regista - Andrée Ruth Shammah (2011).

## Chitarra
Dopo essersi esibito in varie parti del mondo per molti anni, l'attenzione di Avital si è focalizzata sulla creazione di proprie composizioni originali e sulla collaborazione con solisti di tradizione e di musica contemporanea, usando la chitarra classica ed elettrica, chitarra preparata e live electronics. Avital utilizza elementi derivanti dalla tradizione degli strumenti a corda mediorientali, dell'Asia Centrale e dell'estremo Oriente, combinati con tecniche estese per chitarra classica.

## Collaborazioni
Il lavoro di Yuval Avital si concentra sulla ricerca di relazioni interculturali, basate sul dialogo come mezzo per rivelare le simmetrie nascoste e la complementarità insita nelle culture, che le rende parte di un sistema universale complesso. Le opere di Avital hanno creato l'occasione di unire, tramite un ideale "ponte", culture musicali non-occidentali, artisti tradizionali e depositari di antiche culture, dall'Africa alla Cina, dall'Iran a Israele, dalla Palestina al Kazakhstan e molti altri ancora. La sua ricerca per nuove forme di espressione musicale attraverso il dialogo ha dato vita ad un progetto unico in Italia, intitolato Trialogo festival, dove le culture del mondo e gli artisti contemporanei si incontrano per creare nuove creazioni originali e inedite.

## Noah Guitars
Nel 2012 Avital ha cominciato la sua collaborazione con Noah Guitars, laboratorio di liuteria sperimentale con sede a Milano, con lo scopo di creare una nuova ed innovativa chitarra elettrica su sue indicazioni. Il primo modello sperimentale è stato consegnato ad Avital nel luglio 2012 ed utilizzato durante la tournée estiva del duo Yuval Avital & Wisam Gibran. Il modello definitivo verrà messo in produzione a fine 2013.